# تن‌استرایک (مینه‌سوتا)
تن‌استرایک، مینه‌سوتا (به انگلیسی: Tenstrike, Minnesota) یک شهر در ایالات متحده آمریکا است که در شهرستان بلترامی، مینه‌سوتا واقع شده‌است.

## خصوصیات
تن‌استرایک ۱۱٫۵۸ کیلومترمربع مساحت و ۲۰۱ نفر جمعیت دارد و ۴۳۳ متر بالاتر از سطح دریا واقع شده‌است.